# Шренява (Меховський повіт)
Шренява (пол. Szreniawa) — село в Польщі, у гміні Ґолча Меховського повіту Малопольського воєводства.
Населення — 395 осіб (2011).
У 1975-1998 роках село належало до Краківського воєводства.

## Демографія
Демографічна структура станом на 31 березня 2011 року:
|          | Загалом | Допрацездатний вік | Працездатний вік | Постпрацездатний вік |
| -------- | ------- | ------------------ | ---------------- | -------------------- |
| Чоловіки | 195     | 37                 | 130              | 28                   |
| Жінки    | 200     | 36                 | 117              | 47                   |
| Разом    | 395     | 73                 | 247              | 75                   |